# Bampsia
Bampsia, biljni rod iz porodice ljuborovki (Linderniaceae). Pripadaju mu dvije vrste u tropskoj Africi, obje su endemi u (DR Kongu, Mozambik)

## Opis
Bampsije su polugrmovi tropske Afrike. Rod je opisan u Bulletin du Jardin Botanique National de Belgique 53: 377. 1983. 

## Vrste
1. Bampsia lawalreana Lisowski & Mielcarek; tipična vrsta
2. Bampsia symoensiana Lisowski & Mielcarek